# Панасюк Валерій Юрійович
Валерій Юрійович Панасюк (нар. 30 листопада 1959, с. Розвадів, Миколаївський район, Львівська обл.) — український культуролог, теоретик мистецтва, педагог. Доктор мистецтвознавства (2015). Член Національної спілки театральних діячів України (2000).

## Життєпис
Народився 30 листопада 1959 року на Львівщині. 1970 року родина переїхала до міста Суми.
Після закінчення середньої школи навчався на філологічному факультеті Сумського державного педагогічного інституту (нині Сумський державний педагогічний університет ім. Антона Макаренка; 1976—1980). 
Вчителював у сільській школі (1980—1981). Перебував у лавах Радянської армії (1982—1983).
Працював методистом Сумського районного відділу народної освіти (1983—1992).
У 1992—2001 рр. обіймав посаду старшого викладача кафедри педагогики та психології Сумського обласного інституті післядипломної педагогічної освіти, потім викладав у Сумському державному педагогічному університеті ім. Антона Макаренка (2001—2021).
2001 року захистив кандидатську дисертацію за темою «Опера в українській і російській культурі ХІХ—ХХ століття» за спеціальністю 17.00.01 – теорія та історія культури (кер. Марина Черкашина-Губаренко, доктор мистецтвознавства, академік АМ України).
2015 року захистив докторську дисертацію за темою «Специфіка взаємодії художнього та нехудожнього в системі театральних комунікацій» за спеціальністю 26.00.01 — теорія та історія культури (науковий консультант — Неллі Корнієнко, доктор мистецтвознавства, академік АМ України, директор Національного Центру театрального мистецтва імені Леся Курбаса).
2018—2021 — доцент кафедри соціальної роботи і менеджменту соціокультурної діяльності Сумського державного педагогічного університету ім. Антона Макаренка.
З 2021 року — професор кафедри режисури та майстерності актора Київського національного університету культури і мистецтв.
Заступник головного редактора часописів «Зеленая лампа» (1996—1999), «Педагогічна Сумщина» (з 1995).
Голова журі всеукраїнського театрального фестивалю «Чехов-фест» (з 2013). Входить до складу оргкомітетів та бере участь у багатьох міжнародних, всеукраїнських, регіональних конференціях, виставках, симпозіумах та інших наукових заходах країни та зарубіжжя. Ініціатор та організатор проведення науково-мистецьких форумів «Навколо Земпера: синтез мистецтв у європейській культурі ХІХ—ХХ століть» (2003), «А. П. Чехов і його творчість у соціокультурному просторі ХХ—ХХІ століть» (2020, 2021).
Член Вченої ради при Національному центрі театральних досліджень ім. Леся Курбаса (м. Київ).

## Наукова робота
Сфера наукових інтересів — теорія та історія музичного та драматичного театру, сучасні мистецькі практики.
Автор більше 150 наукових публікацій, в тому числі монографії «Художнє та нехудожнє в системі театральних комунікацій» (2013, друге видання 2016 року), публікацій з актуальних питань сценічного мистецтва у періодичних виданнях України та зарубіжжя.
Брав активну участь у підготовці фундаментальних краєзнавчих видавничих проєктів: створенні енциклопедичного довідника «Сумщина в іменах» (Суми, 2003, 2004), альбомів «Суми. Вулицями старого міста» (Суми, 2003), «Сумський художній музей імені Никанора Онацького» (Суми, 2005), історико-краєзнавчого нарису «Глухів. На зламі тисячоліть» (Суми, 2002) та ін.
Автор численних публікацій про діячів сучасного образотворчого мистецтва: художників Олександра Садовського, Ірину Гаршину, Людмилу Бруєвич, Аарона Буха, Аллу Давидову, Ірину Затуловську, Римаса Бичунаса, Ангеле Фишарайтес-Шакалиенес та ін.
Дослідив творчість українського художника-примітивіста Леонтія Вішталя, ініціював проведення виставки його робіт та видання каталогу «Советская Аркадия» (2015).
Валерій Панасюк — відомий театральний критик, автор рецензій, публікацій про видатних театральних діячів, історію театру на Сумщині. Написав низку статей про діячів театрального мистецтва — випускників Харківського національного університету мистецтв ім. Івана Котляревського для малої енциклопедії (Харків, 2017).

## Художня творчість
Захоплюється створенням колажів. Роботи експонувалися на виставках у Сумах, с. Пархомівка (Харківська обл.), Кракові (Польща).
Твори зберігаються в Пархомівському історико-художньому музеї, приватних колекціях України, Литви, Італії.

## Відзнаки
Нагороджений знаком Міністерства освіти України «Відмінник освіти України» (1994); знаком Міністерства освіти і науки України «Петро Могила» (2009); грамотою Національної академії педагогічних наук України (2017).

## Вибрані публікації
- Художественное и нехудожественное в системе театральних коммуникаций : монография / В. Ю. Панасюк. — Харків : Акта, 2016. — 527 с. — (рос.).
- Белые ночи «Севильского цирюльника» ; Аделина Патти как миф ; Опера Верди «Дон Карлос» во фрейдистских единицах / Валерий Панасюк // Музыкальная академия (Москва). — 1995. — № 1. — С. 72—79. — (рос).
- Между небесами и канализацией. Особенности топографо-мифологического положения Львовской оперы / Валерий Панасюк // Art-line. — 1997. — №1. — С. 20—21. — (рос.).
- Формула Вєрки Сердючки. До питання про жанрово-ідеологічну генезу персонажа / Валерій Панасюк // Kino-Коло. — 2004. — Весна (вип. 21). — С. 85—88.
- Оперне тіло в кадрі та за кадром / Валерій Панасюк // Kino-Коло. — 2004. — Весна (вип. 21). — С. 85—88.
- Жизнь и пуговицы. Судьбоносный аксессуар повседневного обихода / Валерий Панасюк // Антиквар. — 2008. — № 9 (23). — С. 108 —110.  — (рос.),